# (37187) 2000 WP60
2000 WP60 (asteroide 37187) é um asteroide da cintura principal. Possui uma excentricidade de 0.23801200 e uma inclinação de 12.23867º.
Este asteroide foi descoberto no dia 21 de novembro de 2000 por LINEAR em Socorro.